# Зейдзейде (Гуксе-Вард)
Зейдзейде (нід. Zuidzijde) — селище в нідерландській провінції Південна Голландія. Входить до муніципалітету Гуксе-Вард. Наразі у селищі нараховується близько 100 будинків.